# Vanessa no-japonicum
Vanessa no-japonicum är en fjärilsart som beskrevs av Sieb. Vanessa no-japonicum ingår i släktet Vanessa och familjen praktfjärilar. Inga underarter finns listade i Catalogue of Life.